# Wunderino Arena
Wunderino Arena, tidigare Ostseehalle och Sparkassen-Arena, är en evenemangs- och idrottsarena i Kiel i Schleswig-Holstein, Tyskland. Den är hemmaarena för handbollslaget THW Kiel. År 2008 bytte arenan namn från Ostseehalle till Sparkassen-Arena och 2020 till det nuvarande namnet.

## Kapacitet
- 13 500 åskådare vid konserter
- 10 285 åskådare vid handbollsmatcher